# Brad Delp
Pour les articles homonymes, voir Delp.
 (mars 2017).
Si vous disposez d'ouvrages ou d'articles de référence ou si vous connaissez des sites web de qualité traitant du thème abordé ici, merci de compléter l'article en donnant les références utiles à sa vérifiabilité et en les liant à la section « Notes et références ».
Bradley E. Delp (12 juin 1951 – 9 mars 2007) est un musicien américain principalement connu pour être le chanteur de Boston. Surnommé « The Man with the golden voice », il est l'un des plus grands chanteurs de l'histoire du rock anglo-saxon au même titre que Freddie Mercury et dans une moindre mesure Steve Walsh, deux chanteurs aux tessitures similaires.

## Enfance
Delp est né à Peabody dans le Massachusetts le 12 juin 1951. En 1964, il commence à jouer de la guitare et a affirmé par la suite s'être enfermé dans sa chambre plusieurs jours pour apprendre des morceaux de guitare et des chansons par cœur. Il a vu les Beatles en concert à Suffolk  Downs (en) dans l'East Boston.

## Carrière
En 1969, le guitariste Barry Goudreau introduit Delp dans le groupe Mother's Milk avec Tom Scholz. Après avoir produit une démo, le groupe est renommé Boston.
En 1976, le groupe vend 18 millions de copies et produit des morceaux de rock standard comme More Than a Feeling, Foreplay/Long Time et Peace of Mind. Leur album suivant, Don't Look Back, sort deux ans après en août 1978.
Il faudra attendre 1986 pour voir un 3e album aboutir sur les tablettes : Third Stage dont est issu le seul titre devenu numéro un du groupe, le succès Amanda, qui avait été écrit au début des années 1980.

## Vie personnelle
Delp a été marié une première fois avant de divorcer. Il a eu deux enfants avec sa deuxième femme, Pamela Sullivan, qui restera à ses côtés jusqu'à sa mort. Il était végétarien.

## Décès
Delp se suicide le 9 mars 2007 à l'âge de 55 ans. Il est retrouvé mort à son domicile. La cause de sa mort est une intoxication au monoxyde de carbone. Sur la porte , Delp avait agrafé une note disant "Brad Delp, j'ai une âme solitaire" (en français dans le texte).